# Panopsis pearcei
Panopsis pearcei är en tvåhjärtbladig växtart som beskrevs av Henry Hurd Rusby. Panopsis pearcei ingår i släktet Panopsis och familjen Proteaceae. Inga underarter finns listade i Catalogue of Life.